# 願得寺
願得寺（がんとくじ）は、大阪府門真市御堂町にある真宗大谷派の仏教寺院。山号は光明山。本尊は阿弥陀如来。

## 沿革

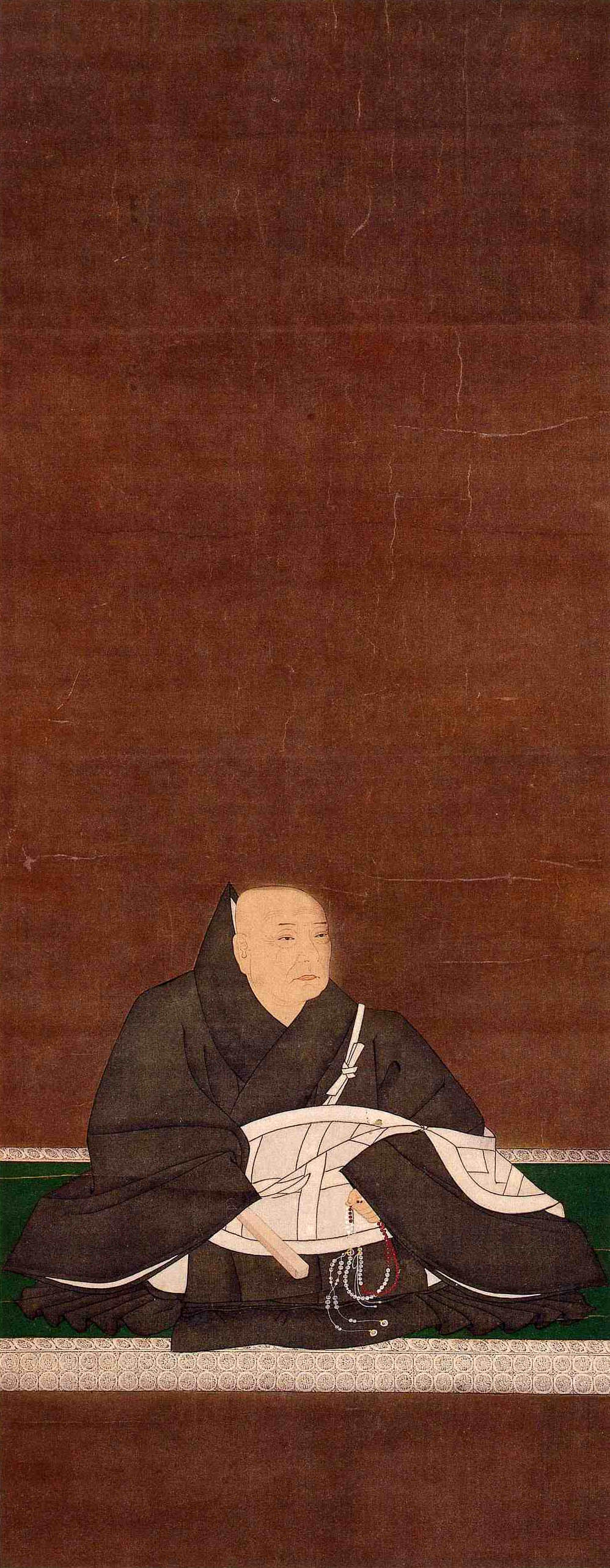
蓮如像

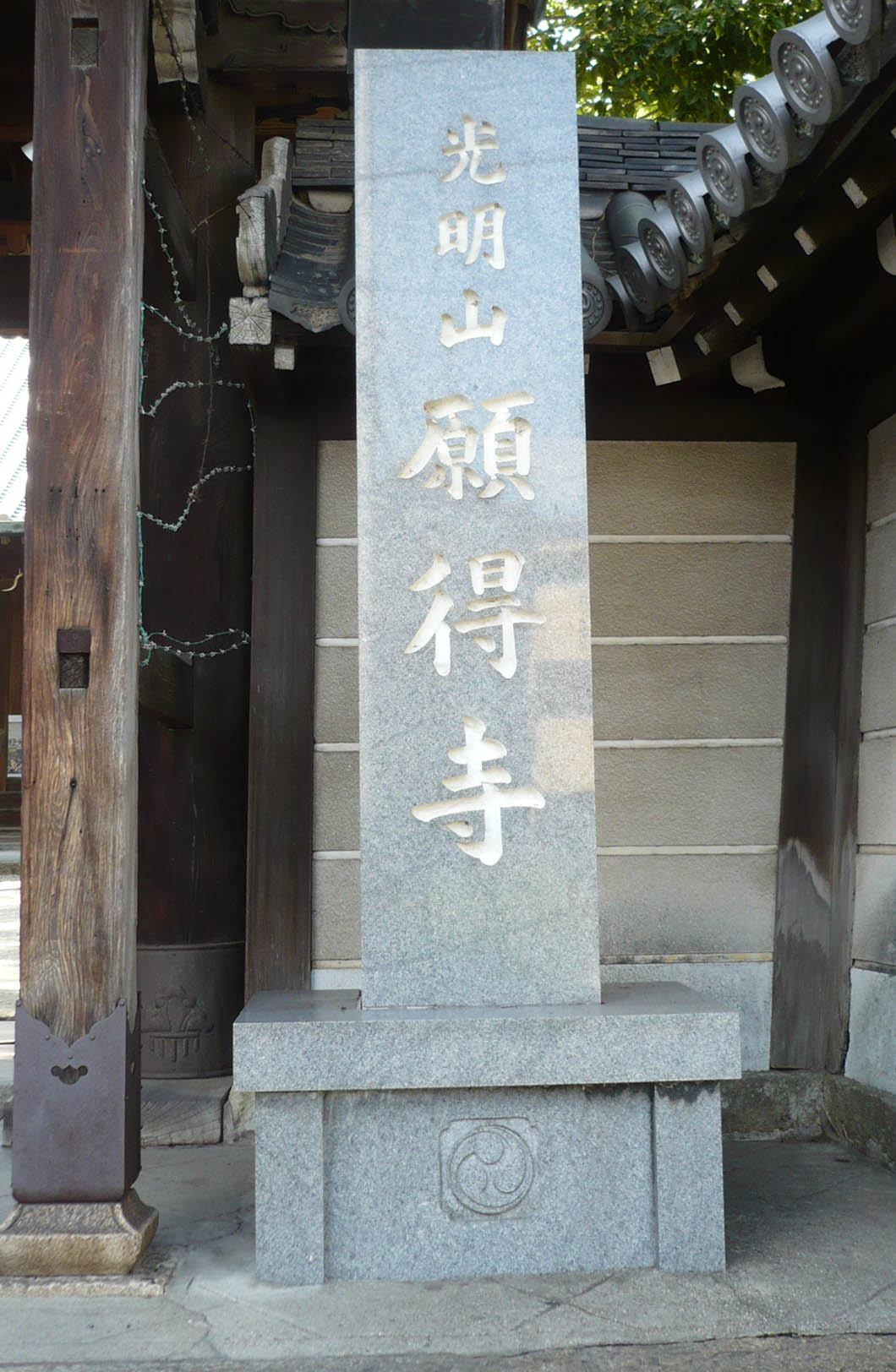
願得寺の石標

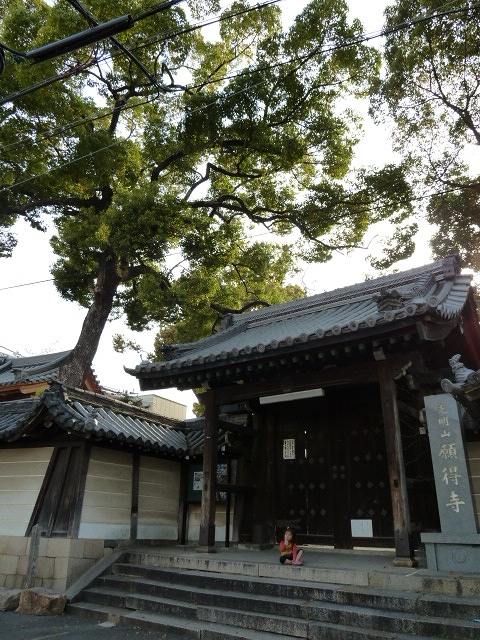
山門

もともとこの地には本願寺第8世法主蓮如が文明10年（1478年）真宗念仏布教の道場として「古橋御坊」が建てられたのが始まりと言われている。明応元年（1492年）に再建、護持された。
永正5年（1513年）に加賀国の「石川郡剣村清澤の坊に実悟住す（中略）実悟住持、清澤願得寺と号す」とある。この実悟とは蓮如の第23子、第10男で、清澤願得寺とは現在の石川県白山市鶴来町にあった蓮如の7男蓮悟が創建した寺である。その後享禄の錯乱で清澤願得寺も焼失し、永禄年間（1558年 - 1570年）に、実悟はこの地にあった「古橋御坊」を第10世法主証如より譲られ、寺号を「願得寺」とし開基となった。
天正5年（1577年）、正親町天皇より勅許院家となり、それ以来願得寺は「一家衆」として、安土桃山時代、江戸時代、明治時代初期までは中本山格、その後は五箇寺として、この地域の東本願寺の中心的な位置づけであったようである。尚「五箇寺」とは、真宗の伝承すべく家に定められた名目で、場合によっては御門主の代わりに式導師を務める役割だったが、旧弊除去を目指す教団改革で、特権制度の名残であるとして廃止された。

### 実悟僧都
この寺の開基実悟は、明応元年（1492年）生まれで、父は蓮如、母は畠山政栄の娘蓮能尼で、幼少の時に加賀本泉寺住持蓮悟の養子となったようで、22歳の時に清澤願得寺に移り住むことになる。その後、享禄の錯乱で清澤願得寺も焼失すると、しばらくの間は放浪していたようであるが、古橋の地に願得寺を復興させた。
かなりの知識人だったようで、文才があり主な代表作として
- 日野一流系図
- 蓮如上人御一代書
- 本願寺作法之次第

等これ以外にも数多くの著書があった。
天正11年（1583年）92歳の時に願得寺で没した。蓮如上人の27人の子供の中でも最も長寿であった。

## 建築物

### 国の登録有形文化財
- 客間 - 明治期の建築。切妻造桟瓦葺き。
- 書院 - 江戸時代末期の書院造り建築。入母屋造桟瓦葺きで四周に庇をめぐらす。昭和60年の屋根瓦の葺き替えで文化11年（1814年）と記された鬼瓦が見つかる。
- 玄関 - 宝暦2年（1752年）頃の建築。唐破風造。
- 太鼓楼 - 敷地東側を区切る南北に長い建物。北端に重層入母屋造の楼があり、南側に門口を開ける。

### 大阪府指定有形文化財
- 本堂 -入母屋造、桁行11間、梁間10間。寛文5年（1665年）に再建成就との記録あり。
- 鐘楼 - 寛永時代（1624 - 1644年）の建立。梵鐘に元禄4年（1691年）の銘がある。
- 山門 - 四脚門。元禄6年（1693年）の建立。

### その他
- 庫裏は阪神・淡路大震災で被災、全面改築されている。
- かつて正門として伏見城の楼門が移築されたが倒壊してしまった。倒壊した門の遺物として菊紋の瓦などが保存されている。
- 本堂の南側には墓地があり、第44代内閣総理大臣幣原喜重郎を輩出した幣原家の累代の墓とその父・新治郎の墓がある。

## 交通アクセス

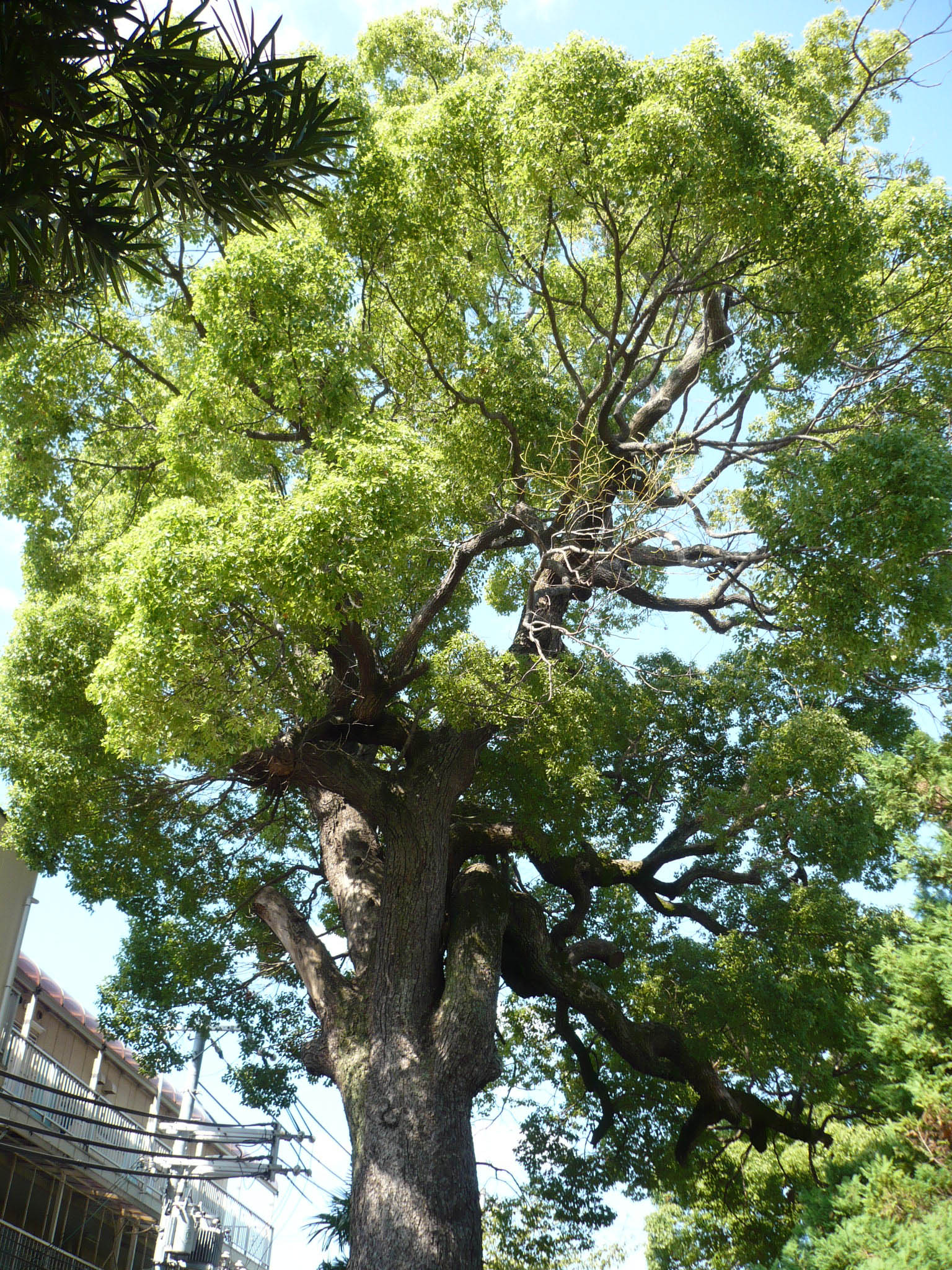
境内にそびえる樟の木/門真市保存樹林

- 電車でのアクセス 
  - 京阪本線 大和田駅から西へ徒歩約7分
  - 京阪本線 古川橋駅から東へ徒歩約7分
- 車でのアクセス 
  - 府道158号守口門真線 古川橋付近
※周辺に駐車場無し